# Félix Granado
Félix Jaime Granado (Madrid, 9 de abril de 1961) es un actor español de cine, teatro y televisión.

## Biografía
Nació en Madrid el 9 de abril de 1961 y entre 1962-1972 vivió en Barcelona, donde comenzó a desarrollar sus inquietudes artísticas. Ya en 1972 regresó a Madrid con su familia y cursó sus estudios primarios en el Colegio Sagrados Corazones. 
Se licenció en Derecho en la Universidad Complutense de Madrid en 1990. Durante su etapa universitaria compaginó su carrera con su pasión. Cursó estudios de interpretación, foniatría, canto, verso, pantomima, lenguaje del cuerpo y plástica con el profesor Miguel Cuevas, con quien se inició en el Teatro Clásico Español, llegando a protagonizar tragedias como La Josefina en el Corral de comedias de Almagro. Como profesional estrenó en 1987 Búscame un tenor de Ken Ludwig —bajo la dirección de Alexander Herold— en el Teatro Fuencarral de Madrid —con Silvia Marso, Jesús Bonilla y Pepe Martin. 
Además, fue vocalista de grupos de los años ochenta como Glutamato Ye-Ye, Duendecillos, Fiebres de Malta y Lo Prohibido, actuando en diversas salas como Rock-Ola o Marquee, y macro-conciertos como el Festival DRO de Puertollano o Navidades Radioactivas, entre otras. Trabajó también como locutor, imitador de voces de personajes famosos, guionista y colaborador de radio (Radio Juventud).
Actualmente desarrolla su profesión como actor de cine, televisión y teatro, locutor, cantante, presentador,animador etc

## Teatro
Como actor
- Don Juan Tenorio ' de José Zorrilla. Dir.: Carlos Pardo
- La Rosa del Azafrán ' de Jacinto Guerrero. Dir.: Marco Moncloa
- La Verbena de la Paloma ' de Tomás Bretón. Dir.: Carlos Pardo
- La venganza de Don Mendo , de Pedro Muñoz Seca (2022). Dir.: Carlos Pardo.
- Baladas de la cárcel de Lucca , de Máximo Mintaka (2022). Dir.: Antonio Dyaz.
- La pira del editor  (2022). Dir.: Carlos Pardo.
- Atraco a las tres  (2022). Dir.: Carlos Pardo.
- La del manojo de rosas, de Pablo Sorozábal (2021). Dir.: Luis Roquero. Dir.: Enrique García Requena.
- Café y Cuplé (2021). Dir.: Carlos Pardo.
- El huésped del sevillano (2020). Dir.: Carlos Pardo.
- Los claveles (2019) .Dir.: Carlos Pardo.
- Billy Budd, de Benjamin Britten (2017). Dir.: Deborah Warner. Teatro Real
- La curva de la felicidad (2017).Teatro Quevedo
- Uno de los nuestros (2016). Dir.: José Luis Lozano
- El último preferentista (2016). Dir.: José Luis Lozano. Microteatro por Dinero.
- Mi Princesa Roja, El Musical (2015). Dir: Álvaro Sáenz de Heredia. Teatro Arlequín.
- Marius Petipa, el legado de un genio (2015). Dir.: Luis Ruffo.
- Katiuska, de Pablo Sorozábal (2015). Dir.: Carlos Pardo.
- La del manojo de rosas, de Pablo Sorozábal (2014). Dir.: Lorenzo Moncloa. Teatro Reina Victoria.
- El dúo de la africana, de Miguel Echegaray (2013). Dir.: Lorenzo Moncloa. Nuevo Teatro Alcalá de Madrid.
- Historias de la radio, de José Luis Sáenz de Heredia (2012). Dir.: Álvaro Sáenz de Heredia. Teatro Fígaro.
- La del manojo de rosas, de Pablo Sorozábal (2010). Dir.: Lorenzo Moncloa. Dir.: Monserrat Font. Teatro Cuyas de Las Palmas de Gran Canaria.
- El barbero de Sevilla, la zarzuela (2010). Dir. escénica: Lorenzo Moncloa. Dir. musical: M. Font. Teatro Fernán Gómez.
- Cacao monumental. Obra de café-teatro escrita y dirigida por Juan José Alonso Millán (2010). La Boite del Pintor.
- Mentiras, mentiras..., escrita y dirigida por Juan José Alonso Millán. (2008). Con Silvia Tortosa, Paco Hernández, Perla Cristal. Teatro del Arenal.
- El carnaval de los vicios (Chateau Margaux) (2007), de Fernández Caballero. Dir.: Alessandra Panzavolta. Auditórium Leganés.
- Scaramouche, El Musical (2006), escrita y dirigida por Nacho Alonso. Teatro Nuevo Apolo.
- La venta del milagro (2005), de Manuel Criado de Val. Dir.: Ricardo Pereira.
- Personajes sin vergüenza (2004), escrita y dirigida por Juan José Alonso Millán. Con María Isbert.
- Tú en tu casa y yo en la mía (2004), de Stella Manaut. Cía. Antonia Albaladejo.
- El cianuro ¿sólo o con leche? (2003), escrita y dirigida por Juan José Alonso Millán. Con: María Isbert y José Luis Coll. Teatro Reina Victoria.
- El mago de Oz (2001-2004). Musical dirigido por Juan José Alonso Millán. Con Leticia Sabater. Teatro Calderón.
- Poesía eres tú (2000), de Ángel G. Suárez. Dirigida por Carlos Lemos. Con: Rosa Fontana y Esperanza Lemos.
- La otra orilla (1995-96), de José López Rubio. Con Juanjo Menéndez. Teatro Maravillas.
- Un marido de ida y vuelta (1994), de Enrique Jardiel Poncela. Dirigida por Gustavo Pérez-Puig. Con: Juanjo Menéndez, Bárbara Rey, Manuel Tejada, Tomas Zori, etc.
- El visón volador (1992-93), de Ray-Coonie . Dir.: Alexander Herold. Con Pepe Rubio, María Casal. Teatro Cómico.
- Pasarse de la raya (1991-92), escrita y dirigida por Juan José Alonso Millán. Con Pepe Rubio. Teatro Maravillas.
- ¿Qué hago con mi mujer? (1990-91), de Leslie Durktor y Jhon Antrobus. Dir.: Jesús Puente. Con Pedro Osinaga. Teatro Alcázar.
- ¿Dónde están mis pantalones? (1988-90), de Ray Garton. Dirección: Ángel Montesinos. Con Pepe Rubio . Teatro Cómico
- Búscame un tenor (1987-88), de Ken Ludwig. Dirección: Alexander Herold Con Silvia Marsó, Jesús Bonilla, Pepe Martín. Teatro Fuencarral (Madrid).
- El duque de Viseo (1983), de Lope de Vega. CIA Madera-1.
- La Josefina (1982) siglo XVI. Tragedia bíblica de Michael de Carvajal. CIA Madera- Premio del Festival Internacional de Almagro.
- Querella ante Dios Amor (1981) siglo XVI. Auto de amor del Comendador Escrivá. CIA . Madera- 1. Corral de Comedias de Almagro.

## Filmografía
Largometrajes

El Comercial (2024) Jefe.De Alberto Gil
- La Función (2022). Compay. De Jose Gasset
- Loca Olivia (2018). Ramón. De Mariu Bárcena
- El hombre de las mil caras (2016). Camarero Lhardy. De Alberto Rodríguez
- Madrid te odio (2015). Carlos. De Jaime Figueroa
- Armando o la buena vecindad (2006). Manolo. De Luis Serrano
- Ausentes  (2005). Paramédico. De Daniel Calparsoro
- Escuela de seducción  (2004). Borracho. De Javier Balaguer
- Blasco Ibáñez, la novela de su vida  (1996). Rex Ingram. De Luis García Berlanga
- Perdona bonita, pero Lucas me quería a mí (1997). Paco. De Félix Sabroso y Dunia Ayaso
- La ley de la frontera(1995). Abogado. De Adolfo Aristarain
- Pon un hombre en tu vida(1995). Periodista. De Eva Lesmes
- Belmonte (1994). Adolfo Rozalem. De Juan Sebastián Bollaín
- Fea  (1994). Mike. De Félix Sabroso y Dunia Ayaso
- Venecias (1989). Verdugo. De Pablo Llorca

Cortometrajes
- El acelerador de partículas, de Mauro Maroto (2021)
- Iván el travieso, de Rosa B. Treisac (2019)
- Workingay, de Cris Arana (2018)
- Andrea no sabe si va a llover o no, de Joaquim Hermo (2017)
- Niña de Damián Del Corral (2017)
- Los Torreznos de Emiliano Granada (2016)
- Orgullo Nacional de Víctor Ruiz Junquera (2016)
- Tártaro de Max Lusson (2016)
- Coma y beba de Jaime Figueroa (2014)
- Máquinas de Luis Mata (2012)
- 6 por persona de Juan Carlevaris (2012)
- El día de la madre de Jorge Onieva (2012)
- Jon Art (2008) de Jorge Cantos (2009)
- Mal de humo de Jesús Rodríguez (1986)
- Chaplin de Miriam García (1983)

## Televisión
Series
| - Por H o por B (HBO) - Justo antes de Cristo (Movistar+) - Amar es para siempre (Antena 3TV) - Vodevil de Variedades - Allí abajo (Antena 3TV) - Centro Médico (RTVE) - El Ministerio del Tiempo (RTVE) - La que se avecina (Telecinco) - El Gordo: una historia verdadera (Antena 3TV) - La huella del crimen (RTVE) - Lalola (Antena3TV) - El síndrome de Ulises (Antena 3TV) - Hermanos y detectives (Telecinco) - MIR (Telecinco) | - Cuéntame como pasó (RTVE) - Elegidos (LaSexta) - Amar en tiempos revueltos (RTVE) - Mujeres (RTVE) - Ana y los 7 (RTVE) - Hospital Central (Telecinco) - Dime que me quieres (Antena 3TV) - Club Disney (Telecinco) - El Súper (Telecinco) - El club de los listillos (Antena 3TV) - Ay, Señor, Señor (Antena 3TV) - Periodistas (Telecinco) - Tío Willy (RTVE) - Quítate tú pa ponerme yo (Telecinco) | - Compañeros (Antena 3TV) - Todos los hombres sois iguales (Telecinco) - En plena forma (Antena 3TV) - Una de dos (RTVE) - Encantada de la vida (Antena 3TV) - La casa de los líos (Antena 3TV) - ¡Ala... Dina! (RTVE) - Menudo es mi padre (Antena 3TV) - Farmacia de guardia (Antena 3TV) - Canguros (Antena 3TV) - Los sueños del Sr Vivaldi (Anaya TV) - Mujeres: Pinito del Oro(RTVE) - Ellas son así (Telecinco) - Teatro de Comedia (Telecinco) |

Magazines
- 1998-1998. De domingo a domingo. Dir: Francesco Boserman. Con Belinda Washington y Patxi Alonso (Telecinco)
- 1991-1992. Tutti Frutti (Telecinco)
- 1989-1990. Pero ¿esto qué es?. Dir: Hugo Stuven (RTVE)
- Web Series :
- Justicia sangrienta de Pablo Morales de los Ríos (2012)